# Nepheloleuca politata
Nepheloleuca politata är en fjärilsart som beskrevs av Fabricius 1781. Nepheloleuca politata ingår i släktet Nepheloleuca och familjen mätare. Inga underarter finns listade i Catalogue of Life.